# James Donald (homme politique)
James Donald est un homme politique papou-néo-guinéen.

## Biographie
Après avoir obtenu une licence de gestion de l'université du Verbe divin (en) à Madang en 2009, il travaille deux ans pour une fondation pour le développement, avant d'entrer en politique et de devenir président du gouvernement de niveau local rural de Kiunga (dans la province de l'Ouest). 
Il entre au Parlement national aux élections législatives de 2017 comme député de la circonscription de Fly-nord, avec l'étiquette du Parti populaire, mais rejoint le Parti de la Papouasie-Nouvelle-Guinée puis le Parti d'action populaire en cours de législature. Ministre fantôme de l'agriculture, des pêcheries et de la sylviculture dans le cabinet fantôme de Patrick Pruaitch d'août 2017 à avril 2019, il change ensuite de bord et se joint à la majorité parlementaire du gouvernement Marape I,. En mai 2022 il crée son propre Parti populaire réformiste. 
Réélu député aux élections législatives de 2022, il est fait adjoint au ministre des Mines Ano Pala dans le gouvernement Marape II et se voit confier la responsabilité ministérielle pour le développement des régions frontalières avec l'Indonésie,. Représentant une circonscription qui inclut une partie de la frontière entre l'Indonésie et la Papouasie-Nouvelle-Guinée, en mai 2023 il exprime le souhait que la police fasse usage de force létale contre les contrebandiers qui font entrer illégalement de la drogue et des armes à feu en Papouasie-Nouvelle-Guinée depuis l'Indonésie. Dans le même temps, il soutient la volonté du ministre du Commerce extérieur Richard Maru qui souhaite développer le commerce légal transfrontalier avec l'Indonésie, James Donald y voyant une source de croissance économique qui pourra se substituer à terme à la fermeture de la mine d'Ok Tedi. En janvier 2024 il quitte la majorité parlementaire en accusant le Premier ministre James Marape d'être indirectement responsable des pillages qui ont fait vingt-deux morts à Port-Moresby et à Lae durant une grève de la police. En mars il se voit confier les portefeuilles des mines et de l'environnement dans le cabinet fantôme de l'opposition parlementaire que mène Douglas Tomuriesa,.